# Kotra
Kotra là một thị xã và là một nagar panchayat của quận Jalaun thuộc bang Uttar Pradesh, Ấn Độ.

## Địa lý
Kotra có vị trí 25°49′B 79°19′Đ / 25,82°B 79,32°Đ Nó có độ cao trung bình là 136 mét (446 feet).

## Nhân khẩu
Theo điều tra dân số năm 2001 của Ấn Độ, Kotra có dân số 8078 người. Phái nam chiếm 54% tổng số dân và phái nữ chiếm 46%. Kotra có tỷ lệ 56% biết đọc biết viết, thấp hơn tỷ lệ trung bình toàn quốc là 59,5%: tỷ lệ cho phái nam là 68%, và tỷ lệ cho phái nữ là 43%. Tại Kotra, 16% dân số nhỏ hơn 6 tuổi.